# الريحانية (إسكندرون)
الريحانية هي إحدى مدن لواء اسكندرون المتنازع عليه بين سوريا وتركيا. تقع في سهل العمق على الطريق الواصلة من حلب إلى أنطاكية، وتبعد 5 كم عن الحدود الحالية بين سوريا واللواء عند معبر باب الهوى في محافظة إدلب. تقابلها من الجانب السوري للحدود الحالية مدينتا حارم وكفر تخاريم في محافظة إدلب. يُعد غالبية سكان المدينة عربا سنة، في حين أن معظم مناطق اللواء الأخرى تُعد غالبيتها علوية. تشتهر منطقة الريحانية بزراعة القطن والحبوب.

## أعلام
- جميل ماريج